# Bilheteria dos cinemas no Brasil em 1998
Lista com o público e a renda dos principais filmes lançados nos cinemas de todo o Brasil no ano de 1998.

## Arrecadação total
Contabiliza apenas filmes que estrearam em 1998.
| #  | Filme                       | Faturamento   | Público    |
| -- | --------------------------- | ------------- | ---------- |
| 1  | Titanic                     | R$ 78 924 971 | 16 374 337 |
| 2  | Armageddon                  | R$ 11 346 295 | 2 306 839  |
| 3  | A Máscara do Zorro          | R$ 10 108 267 | 2 016 495  |
| 4  | O Advogado do Diabo         | R$ 9 770 917  | 1 856 349  |
| 5  | Vida de Inseto              | R$ 9 724 401  | 2 293 491  |
| 6  | Melhor É Impossível         | R$ 9 582 623  | 1 658 581  |
| 7  | Godzilla                    | R$ 9 312 338  | 2 034 678  |
| 8  | Mulan                       | R$ 8 183 973  | 1 956 927  |
| 9  | Central do Brasil           | R$ 8 087 276  | 1 593 967  |
| 10 | Máquina Mortífera 4         | R$ 7 076 239  | 1 381 497  |
| 11 | Cidade dos Anjos            | R$ 6 815 769  | 1 283 251  |
| 12 | Impacto Profundo            | R$ 6 757 395  | 1 215 807  |
| 13 | Quem Vai Ficar com Mary?    | R$ 6 633 117  | 1 230 402  |
| 14 | Amor Além da Vida           | R$ 6 572 402  | 1 571 573  |
| 15 | O Resgate do Soldado Ryan   | R$ 6 340 008  | 1 266 131  |
| 16 | Simão, o Fantasma Trapalhão | R$ 6 118 522  | 1 658 136  |